# محب الليل
محب الليل (الاسم العلمي: Nocticola)، جنس صراصير من فصيلة محبات الليل. تنتشر في إفريقيا وجنوب شرق آسيا وأستراليا. يختلف محب الليل عن كل الصراصير الأخرى من حيث أنها غير مصابة بالصَّرْصَرانِيَّة (Blattabacterium). هذا يجعله الجنس الوحيد في شبكيات الأجنحة الفائقة إلى جانب فرس النبي الذي لا يحتوي على البكتيريا

## الأنواع
هناك 14 نوعًا معروفًا:
- Nocticola adebratti
- Nocticola australiensis
- Nocticola babindaensis
- Nocticola bolivari
- Nocticola brooksi
- Nocticola caeca
- Nocticola clavata
- Nocticola cockingi[4]
- Nocticola currani[4]
- Nocticola decaryi
- Nocticola flabella
- Nocticola gerlachi: Gerlach's cockroach (أنواع مهددة بالانقراض)
- Nocticola gonzalezi[5]
- Nocticola jodarlingtonae
- Nocticola leleupi
- Nocticola quartermainei[4]
- Nocticola remyi
- Nocticola rohini
- Nocticola scytala
- Nocticola simoni
- Nocticola sinensis
- Nocticola termitophila
- Nocticola uenoi
- Nocticola wliensis